# Deuxième district congressionnel de Géorgie
Le 2e district congressionnel de Géorgie est un district de l'État américain de Géorgie. Le district est actuellement représenté par le Démocrate Sanford D. Bishop, Jr.
Le plus grand district de Géorgie par sa superficie, il comprend une grande partie de la partie sud-ouest de l'État. Une grande partie du district est rurale, bien que le district compte un certain nombre de petites villes et de villes moyennes, telles qu'Albany, Americus, Bainbridge et Thomasville. Il contient également la plupart de Columbus et la plupart de Macon. Le quartier est également la résidence historique et actuelle de l'ancien président Jimmy Carter.
Le 2e district est l'un des plus démocrates du pays, les démocrates le détenant depuis 1875. Cependant, il est devenu beaucoup moins bleu ces dernières années en raison de l'évolution démographique. Avec un CPVI de D+3, c'est le district à majorité noire le moins démocrate des États-Unis.
Les limites du district ont été redessinées à la suite du recensement de 2010, qui a accordé un siège supplémentaire au Congrès à la Géorgie. En 2021, à la suite du recensement de 2020, la 156e Assemblée générale de Géorgie a adopté de nouvelles cartes congressionnelles signées par le Gouverneur Kemp et a redessiné ce district de 51 % afro-américain à 49 % afro-américain, à partir de 2023.

## Comtés
| #   | Comté         | Siège         | Population |
| --- | ------------- | ------------- | ---------- |
| 7   | Baker         | Newton        | 2743       |
| 21  | Bibb          | Macon         | 156 512    |
| 37  | Calhoun       | Morgan        | 5457       |
| 53  | Chattahoochee | Cusseta       | 8661       |
| 61  | Clay          | Fort Gaines   | 2853       |
| 79  | Crawford      | Knoxville     | 12 277     |
| 87  | Decatur       | Bainbridge    | 29 087     |
| 93  | Dooly         | Vienna        | 10 981     |
| 95  | Dougherty     | Albany        | 82 645     |
| 99  | Early         | Blakely       | 10 563     |
| 131 | Grady         | Cairo         | 26 066     |
| 177 | Lee           | Leesburg      | 33 872     |
| 193 | Macon         | Oglethorpe    | 11 817     |
| 197 | Marion        | Buena Vista   | 7440       |
| 201 | Miller        | Colquitt      | 5747       |
| 205 | Mitchell      | Camilla       | 21 114     |
| 215 | Muscogee      | Columbus      | 201 877    |
| 225 | Peach         | Fort Valley   | 28 805     |
| 239 | Quitman       | Georgetown    | 2280       |
| 243 | Randolph      | Cuthbert      | 6078       |
| 249 | Schley        | Ellaville     | 4526       |
| 253 | Seminole      | Donalsonville | 9092       |
| 259 | Stewart       | Lumpkin       | 4674       |
| 261 | Sumter        | Americus      | 28 890     |
| 263 | Talbot        | Talbotton     | 5718       |
| 269 | Taylor        | Butler        | 7758       |
| 273 | Terrell       | Dawson        | 8718       |
| 275 | Thomas        | Thomasville   | 45 649     |
| 307 | Webster       | Preston       | 2337       |

## Historique de vote
| Années | Poste      | Résultats               |
| ------ | ---------- | ----------------------- |
| 2000   | Président  | Gore 52,0 % - 48,0 %    |
| 2004   | Président  | Bush 54,0 % - 46,0 %    |
| 2008   | Président  | Obama 54,0 % - 46,0 %   |
| 2012   | Président  | Obama 59,0 % - 41,0 %   |
| 2016   | Président  | Clinton 55,0 % - 43,0 % |
| 2018   | Gouverneur | Abrams 56,0 % - 44,0 %  |
| 2020   | Président  | Biden 56,0 % - 43,0 %   |
| 2022   | Gouverneur | Abrams 52,0 % - 48,0 %  |

## Liste des Représentants du district
| Membre                          | Parti                | Années                              | Congrès     | Histoire électorale | Zone géographique |
| ------------------------------- | -------------------- | ----------------------------------- | ----------- | --- | --- |
| District établit le 4 mars 1789 |                      |                                     |             | | |
| Abraham Baldwin                 | Anti-Administration  | 4 mars 1789 - 3 mars 1791           | 1er , 2e    | Élu en 1789. Réélu en 1791. Redécoupage vers le district at-large | 1789–1791 "District central" : Burke, Camden, Chatham, Effingham, Glynn, Greene, Liberty, Richmond, Washington et Wilkes |
| Abraham Baldwin                 | Anti-Administration  | 4 mars 1791 - 3 mars 1793           | 1er , 2e    | Élu en 1789. Réélu en 1791. Redécoupage vers le district at-large | 1791–1793 "District central" : Burke, Columbia, Richmond et Washington                                                   |
| District non utilisé            | District non utilisé | 4 mars 1793 - 3 mars 1827           |             | | |
| John Forsyth                    | Jacksonien (en)      | 4 mars 1827 - 7 novembre 1827       | 20e         | Redécoupage depuis le district at-large et réélu en 1826. Démissionne | 1827–1829 |
| Vacant                          | Vacant               | 7 novembre 1827 - 17 novembre 1827  | 20e         | | 1827–1829 |
| Richard H. Wilde (en)           | Jacksonien (en)      | 17 novembre 1827 - 3 mars 1829      | 20e         | Élu le 17 novembre 1827 pour terminer le mandat de Forsyth et intronisé le 14 janvier 1828. Redécoupage vers le district at-large. | 1827–1829 |
| District non utilisé            | District non utilisé | 4 mars 1829 - 3 mars 1847           |             | | |
| Seaborn Jones (en)              | Démocrate            | 4 mars 1845 - 3 mars 1847           | 29e         | Élu en 1844. | 1845–1853 |
| Alfred Iverson Sr. (en)         | Démocrate            | 4 mars 1847 - 3 mars 1849           | 30e         | Élu en 1846. | 1845–1853 |
| Marshall J. Wellborn (en)       | Démocrate            | 4 mars 1849 - 3 mars 1851           | 31e         | Élu en 1848. | 1845–1853 |
| James Johnson (en)              | Unioniste            | 4 mars 1851 - 3 mars 1853           | 32e         | Élu en 1851 | 1845–1853 |
| Alfred H. Colquitt              | Démocrate            | 4 mars 1853 - 3 mars 1855           | 33e         | Élu en 1853. | 1853–1861 |
| Alfred H. Colquitt              | Démocrate            | 4 mars 1855 - 23 janvier 1861       | 34e - 36e   | Élu en 1855. Réélu en 1857. Réélu en 1859. Retrait. | 1853–1861 |
| Vacant                          | Vacant               | 23 janvier 1861 - 25 juillet 1868   | 36e - 40e   | Guerre de Sécession et Reconstruction | Guerre de Sécession et Reconstruction                                                                                    |
| Nelson Tift (en)                | Démocrate            | 25 juillet 1868 - 3 mars 1869       | 40e         | Élu en 1868 pour terminer un mandat. | 1868–1873 |
| Vacant                          | Vacant               | 4 mars 1869 - 22 décembre 1870      | 41e         | | 1868–1873 |
| Richard H. Whiteley (en)        | Républicain          | 22 décembre 1870 - 3 mars 1875      | 41e - 43e   | Intronisé après que Nelson ne fut pas autorisé à siéger. Réélu en 1872. | 1868–1873 |
| 1873–1883                       |                      |                                     | 41e - 43e   | Intronisé après que Nelson ne fut pas autorisé à siéger. Réélu en 1872. | |
| William E. Smith (en)           | Démocrate            | 4 mars 1875 - 3 mars 1881           | 44e - 46e   | Élu en 1874. Réélu en 1876. Réélu en 1878. | |
| Henry G. Turner (en)            | Démocrate            | 4 mars 1881 - 3 mars 1893           | 47e - 52e   | Élu en 1880. Réélu en 1882. Réélu en 1884. Réélu en 1886. Réélu en 1888. Réélu en 1890. Redécoupage vers le 11e district. | |
| 1883–1893                       |                      |                                     | 47e - 52e   | Élu en 1880. Réélu en 1882. Réélu en 1884. Réélu en 1886. Réélu en 1888. Réélu en 1890. Redécoupage vers le 11e district. | |
| Benjamin E. Russell (en)        | Démocrate            | 4 mars 1893 - 3 mars 1897           | 53e , 54e   | Élu en 1892. Réélu en 1894. | 1893–1903 |
| James M. Griggs (en)            | Démocrate            | 4 mars 1897 - 5 janvier 1910        | 55e - 61e   | Élu en 1896. Réélu en 1898. Réélu en 1900. Réélu en 1902. Réélu en 1904. Réélu en 1906. Réélu en 1908. Décès. | 1893–1903 |
| 1903–1913                       |                      |                                     | 55e - 61e   | Élu en 1896. Réélu en 1898. Réélu en 1900. Réélu en 1902. Réélu en 1904. Réélu en 1906. Réélu en 1908. Décès. | |
| Vacant                          | Vacant               | 5 janvier 1910 - 6 février 1910     | 61e         | | |
| Seaborn Roddenbery (en)         | Démocrate            | 6 février 1910 - 25 septembre 1913  | 61e - 63e   | Élu pour terminer le mandat de Griggs. Réélu en 1910. Réélu en 1912. Décès. | |
| 1913–1923                       |                      |                                     | 61e - 63e   | Élu pour terminer le mandat de Griggs. Réélu en 1910. Réélu en 1912. Décès. | |
| Vacant                          | Vacant               | 25 septembre 1913 - 4 novembre 1913 | 63e         | | |
| Frank Park (en)                 | Démocrate            | 4 novembre 1913 - 3 mars 1925       | 63e - 68e   | Élu pour terminer le mandat de Roddenbery. Réélu en 1914. Réélu en 1916. Réélu en 1918. Réélu en 1920. Réélu en 1922. | |
| 1923–1933                       |                      |                                     | 63e - 68e   | Élu pour terminer le mandat de Roddenbery. Réélu en 1914. Réélu en 1916. Réélu en 1918. Réélu en 1920. Réélu en 1922. | |
| Edward E. Cox (en)              | Démocrate            | 4 mars 1925 - 24 décembre 1952      | 69e - 82e   | Élu en 1924. Réélu en 1926. Réélu en 1928. Réélu en 1930. Réélu en 1932. Réélu en 1934. Réélu en 1936. Réélu en 1938. Réélu en 1940. Réélu en 1942. Réélu en 1944. Réélu en 1946. Réélu en 1948. Réélu en 1950. Réélu en 1952. Décès.        | |
| 1933–1943                       |                      |                                     | 69e - 82e   | Élu en 1924. Réélu en 1926. Réélu en 1928. Réélu en 1930. Réélu en 1932. Réélu en 1934. Réélu en 1936. Réélu en 1938. Réélu en 1940. Réélu en 1942. Réélu en 1944. Réélu en 1946. Réélu en 1948. Réélu en 1950. Réélu en 1952. Décès.        | |
| 1943–1953                       |                      |                                     | 69e - 82e   | Élu en 1924. Réélu en 1926. Réélu en 1928. Réélu en 1930. Réélu en 1932. Réélu en 1934. Réélu en 1936. Réélu en 1938. Réélu en 1940. Réélu en 1942. Réélu en 1944. Réélu en 1946. Réélu en 1948. Réélu en 1950. Réélu en 1952. Décès.        | |
| Vacant                          | Vacant               | 24 décembre 1952 - 4 février 1953   | 82e , 83e   | | |
| 1953–1963                       |                      |                                     | 82e , 83e   | | |
| J. L. Pilcher (en)              | Démocrate            | 4 février 1953 - 3 janvier 1965     | 83e - 88e   | Élu pour terminer le mandat de Cox. Réélu en 1954. Réélu en 1956. Réélu en 1958. Réélu en 1960. Réélu en 1962. | |
| 1963–1973                       |                      |                                     | 83e - 88e   | Élu pour terminer le mandat de Cox. Réélu en 1954. Réélu en 1956. Réélu en 1958. Réélu en 1960. Réélu en 1962. | |
| Maston E. O'Neal Jr. (en)       | Démocrate            | 3 janvier 1965 - 3 janvier 1971     | 89e - 91e   | Élu en 1964. Réélu en 1966. Réélu en 1968. | |
| Dawson Mathis (en)              | Démocrate            | 3 janvier 1971 - 3 janvier 1981     | 92e - 96e   | Élu en 1970. Réélu en 1972. Réélu en 1974. Réélu en 1976. Réélu en 1978. | |
| 1973–1983                       |                      |                                     | 92e - 96e   | Élu en 1970. Réélu en 1972. Réélu en 1974. Réélu en 1976. Réélu en 1978. | |
| Charles F. Hatcher              | Démocrate            | 3 janvier 1981 - 3 janvier 1993     | 97e - 102e  | Élu en 1980. Réélu en 1982. Réélu en 1984. Réélu en 1986. Réélu en 1988. Réélu en 1990. | |
| 1983–1993                       |                      |                                     | 97e - 102e  | Élu en 1980. Réélu en 1982. Réélu en 1984. Réélu en 1986. Réélu en 1988. Réélu en 1990. | |
| Sanford Bishop                  | Démocrate            | 3 janvier 1993 - Présent            | 103e - 118e | Élu en 1992. Réélu en 1994. Réélu en 1996 Réélu en 1998. Réélu en 2000. Réélu en 2002. Réélu en 2004. Réélu en 2006. Réélu en 2008. Réélu en 2010. Réélu en 2012. Réélu en 2014. Réélu en 2016. Réélu en 2018. Réélu en 2020. Réélu en 2022. | 1993–2003 |
| Sanford Bishop                  | Démocrate            | 3 janvier 1993 - Présent            | 103e - 118e | Élu en 1992. Réélu en 1994. Réélu en 1996 Réélu en 1998. Réélu en 2000. Réélu en 2002. Réélu en 2004. Réélu en 2006. Réélu en 2008. Réélu en 2010. Réélu en 2012. Réélu en 2014. Réélu en 2016. Réélu en 2018. Réélu en 2020. Réélu en 2022. | 2003–2007 |
| Sanford Bishop                  | Démocrate            | 3 janvier 1993 - Présent            | 103e - 118e | Élu en 1992. Réélu en 1994. Réélu en 1996 Réélu en 1998. Réélu en 2000. Réélu en 2002. Réélu en 2004. Réélu en 2006. Réélu en 2008. Réélu en 2010. Réélu en 2012. Réélu en 2014. Réélu en 2016. Réélu en 2018. Réélu en 2020. Réélu en 2022. | 2007–2013 |
| Sanford Bishop                  | Démocrate            | 3 janvier 1993 - Présent            | 103e - 118e | Élu en 1992. Réélu en 1994. Réélu en 1996 Réélu en 1998. Réélu en 2000. Réélu en 2002. Réélu en 2004. Réélu en 2006. Réélu en 2008. Réélu en 2010. Réélu en 2012. Réélu en 2014. Réélu en 2016. Réélu en 2018. Réélu en 2020. Réélu en 2022. | 2013–Présent |

## Résultats des récentes élections
Voici le résultats des dix précédents cycles électoraux dans le district.

### 2004
| Élection de 2004 du 2e district congressionnel de Géorgie | Élection de 2004 du 2e district congressionnel de Géorgie | Élection de 2004 du 2e district congressionnel de Géorgie | Élection de 2004 du 2e district congressionnel de Géorgie | Élection de 2004 du 2e district congressionnel de Géorgie |
| --------------------------------------------------------- | --------------------------------------------------------- | --------------------------------------------------------- | --------------------------------------------------------- | --------------------------------------------------------- |
| Parti                                                     | Parti                                                     | Candidat                                                  | Votes                                                     | %                                                         |
|                                                           | Démocrate                                                 | Sanford Bishop (sortant)                                  | 129 984                                                   | 66,79                                                     |
|                                                           | Républicain                                               | Dave Eversman                                             | 64 645                                                    | 33,21                                                     |
| Total des votes                                           | Total des votes                                           | Total des votes                                           | 194 629                                                   | 100 %                                                     |
|                                                           | Les Démocrates conservent                                 |                                                           |                                                           |                                                           |

### 2006
| Élection de 2006 du 2e district congressionnel de Géorgie | Élection de 2006 du 2e district congressionnel de Géorgie | Élection de 2006 du 2e district congressionnel de Géorgie | Élection de 2006 du 2e district congressionnel de Géorgie | Élection de 2006 du 2e district congressionnel de Géorgie |
| --------------------------------------------------------- | --------------------------------------------------------- | --------------------------------------------------------- | --------------------------------------------------------- | --------------------------------------------------------- |
| Parti                                                     | Parti                                                     | Candidat                                                  | Votes                                                     | %                                                         |
|                                                           | Démocrate                                                 | Sanford Bishop (sortant)                                  | 88 662                                                    | 67,87                                                     |
|                                                           | Républicain                                               | Bradley Hughes                                            | 41 967                                                    | 32,13                                                     |
| Total des votes                                           | Total des votes                                           | Total des votes                                           | 130 629                                                   | 100 %                                                     |
|                                                           | Les Démocrates conservent                                 |                                                           |                                                           |                                                           |

### 2008
| Élection de 2008 du 2e district congressionnel de Géorgie | Élection de 2008 du 2e district congressionnel de Géorgie | Élection de 2008 du 2e district congressionnel de Géorgie | Élection de 2008 du 2e district congressionnel de Géorgie | Élection de 2008 du 2e district congressionnel de Géorgie |
| --------------------------------------------------------- | --------------------------------------------------------- | --------------------------------------------------------- | --------------------------------------------------------- | --------------------------------------------------------- |
| Parti                                                     | Parti                                                     | Candidat                                                  | Votes                                                     | %                                                         |
|                                                           | Démocrate                                                 | Sanford Bishop (sortant)                                  | 158 447                                                   | 68,95                                                     |
|                                                           | Républicain                                               | Lee Ferrell                                               | 71 357                                                    | 31,05                                                     |
| Total des votes                                           | Total des votes                                           | Total des votes                                           | 229 804                                                   | 100 %                                                     |
|                                                           | Les Démocrates conservent                                 |                                                           |                                                           |                                                           |

### 2010
| Élection de 2010 du 2e district congressionnel de Géorgie | Élection de 2010 du 2e district congressionnel de Géorgie | Élection de 2010 du 2e district congressionnel de Géorgie | Élection de 2010 du 2e district congressionnel de Géorgie | Élection de 2010 du 2e district congressionnel de Géorgie |
| --------------------------------------------------------- | --------------------------------------------------------- | --------------------------------------------------------- | --------------------------------------------------------- | --------------------------------------------------------- |
| Parti                                                     | Parti                                                     | Candidat                                                  | Votes                                                     | %                                                         |
|                                                           | Démocrate                                                 | Sanford Bishop (sortant)                                  | 86 520                                                    | 51,44                                                     |
|                                                           | Républicain                                               | Mike Keown                                                | 81 673                                                    | 48,56                                                     |
| Total des votes                                           | Total des votes                                           | Total des votes                                           | 168 193                                                   | 100 %                                                     |
|                                                           | Les Démocrates conservent                                 |                                                           |                                                           |                                                           |

### 2012
| Élection de 2012 du 2e district congressionnel de Géorgie | Élection de 2012 du 2e district congressionnel de Géorgie | Élection de 2012 du 2e district congressionnel de Géorgie | Élection de 2012 du 2e district congressionnel de Géorgie | Élection de 2012 du 2e district congressionnel de Géorgie |
| --------------------------------------------------------- | --------------------------------------------------------- | --------------------------------------------------------- | --------------------------------------------------------- | --------------------------------------------------------- |
| Parti                                                     | Parti                                                     | Candidat                                                  | Votes                                                     | %                                                         |
|                                                           | Démocrate                                                 | Sanford Bishop (sortant)                                  | 162 751                                                   | 63,78                                                     |
|                                                           | Républicain                                               | John House                                                | 92 410                                                    | 36,78                                                     |
| Total des votes                                           | Total des votes                                           | Total des votes                                           | 255 161                                                   | 100 %                                                     |
|                                                           | Les Démocrates conservent                                 |                                                           |                                                           |                                                           |

### 2014
| Élection de 2014 du 2e district congressionnel de Géorgie | Élection de 2014 du 2e district congressionnel de Géorgie | Élection de 2014 du 2e district congressionnel de Géorgie | Élection de 2014 du 2e district congressionnel de Géorgie | Élection de 2014 du 2e district congressionnel de Géorgie |
| --------------------------------------------------------- | --------------------------------------------------------- | --------------------------------------------------------- | --------------------------------------------------------- | --------------------------------------------------------- |
| Parti                                                     | Parti                                                     | Candidat                                                  | Votes                                                     | %                                                         |
|                                                           | Démocrate                                                 | Sanford Bishop (sortant)                                  | 96 363                                                    | 59,15                                                     |
|                                                           | Républicain                                               | Greg Duke                                                 | 66 357                                                    | 40,85                                                     |
| Total des votes                                           | Total des votes                                           | Total des votes                                           | 162 720                                                   | 100 %                                                     |
|                                                           | Les Démocrates conservent                                 |                                                           |                                                           |                                                           |

### 2016
| Élection de 2016 du 2e district congressionnel de Géorgie | Élection de 2016 du 2e district congressionnel de Géorgie | Élection de 2016 du 2e district congressionnel de Géorgie | Élection de 2016 du 2e district congressionnel de Géorgie | Élection de 2016 du 2e district congressionnel de Géorgie |
| --------------------------------------------------------- | --------------------------------------------------------- | --------------------------------------------------------- | --------------------------------------------------------- | --------------------------------------------------------- |
| Parti                                                     | Parti                                                     | Candidat                                                  | Votes                                                     | %                                                         |
|                                                           | Démocrate                                                 | Sanford Bishop (sortant)                                  | 148 543                                                   | 61,23                                                     |
|                                                           | Républicain                                               | Greg Ducke                                                | 94 056                                                    | 38,77                                                     |
| Total des votes                                           | Total des votes                                           | Total des votes                                           | 242 599                                                   | 100 %                                                     |
|                                                           | Les Démocrates conservent                                 |                                                           |                                                           |                                                           |

### 2018
| Élection de 2018 du 2e district congressionnel de Géorgie | Élection de 2018 du 2e district congressionnel de Géorgie | Élection de 2018 du 2e district congressionnel de Géorgie | Élection de 2018 du 2e district congressionnel de Géorgie | Élection de 2018 du 2e district congressionnel de Géorgie |
| --------------------------------------------------------- | --------------------------------------------------------- | --------------------------------------------------------- | --------------------------------------------------------- | --------------------------------------------------------- |
| Parti                                                     | Parti                                                     | Candidat                                                  | Votes                                                     | %                                                         |
|                                                           | Démocrate                                                 | Sanford Bishop (sortant)                                  | 135 709                                                   | 59,56                                                     |
|                                                           | Républicain                                               | Herman West Jr.                                           | 92 132                                                    | 40,44                                                     |
| Total des votes                                           | Total des votes                                           | Total des votes                                           | 227 841                                                   | 100 %                                                     |
|                                                           | Les Démocrates conservent                                 |                                                           |                                                           |                                                           |

### 2020
| Élection de 2020 du 2e district congressionnel de Géorgie | Élection de 2020 du 2e district congressionnel de Géorgie | Élection de 2020 du 2e district congressionnel de Géorgie | Élection de 2020 du 2e district congressionnel de Géorgie | Élection de 2020 du 2e district congressionnel de Géorgie |
| --------------------------------------------------------- | --------------------------------------------------------- | --------------------------------------------------------- | --------------------------------------------------------- | --------------------------------------------------------- |
| Parti                                                     | Parti                                                     | Candidat                                                  | Votes                                                     | %                                                         |
|                                                           | Démocrate                                                 | Sanford Bishop (sortant)                                  | 161 397                                                   | 59,12                                                     |
|                                                           | Républicain                                               | Don Cole                                                  | 111 620                                                   | 40,88                                                     |
| Total des votes                                           | Total des votes                                           | Total des votes                                           | 273 017                                                   | 100 %                                                     |
|                                                           | Les Démocrates conservent                                 |                                                           |                                                           |                                                           |

### 2022
| Primaire Républicaine de 2022 du 2e district congressionnel de Géorgie | Primaire Républicaine de 2022 du 2e district congressionnel de Géorgie | Primaire Républicaine de 2022 du 2e district congressionnel de Géorgie | Primaire Républicaine de 2022 du 2e district congressionnel de Géorgie | Primaire Républicaine de 2022 du 2e district congressionnel de Géorgie |
| ---------------------------------------------------------------------- | ---------------------------------------------------------------------- | ---------------------------------------------------------------------- | ---------------------------------------------------------------------- | ---------------------------------------------------------------------- |
| Parti                                                                  | Parti                                                                  | Candidat                                                               | Votes                                                                  | %                                                                      |
|                                                                        | Républicain                                                            | Jeremy Hunt                                                            | 22 923                                                                 | 37,0                                                                   |
|                                                                        | Républicain                                                            | Chris West                                                             | 18 658                                                                 | 30,1                                                                   |
|                                                                        | Républicain                                                            | A. Wayne Johnson                                                       | 11 574                                                                 | 18,6                                                                   |
|                                                                        | Républicain                                                            | Vivian Childs                                                          | 3 986                                                                  | 6,4                                                                    |
|                                                                        | Républicain                                                            | Richard Robertson                                                      | 2 832                                                                  | 4,6                                                                    |
|                                                                        | Républicain                                                            | Paul Whitehead                                                         | 2 037                                                                  | 3,3                                                                    |

| Second Tour de la Primaire Républicaine de 2022 du 2e district congressionnel de Géorgie | Second Tour de la Primaire Républicaine de 2022 du 2e district congressionnel de Géorgie | Second Tour de la Primaire Républicaine de 2022 du 2e district congressionnel de Géorgie | Second Tour de la Primaire Républicaine de 2022 du 2e district congressionnel de Géorgie | Second Tour de la Primaire Républicaine de 2022 du 2e district congressionnel de Géorgie |
| ---------------------------------------------------------------------------------------- | ---------------------------------------------------------------------------------------- | ---------------------------------------------------------------------------------------- | ---------------------------------------------------------------------------------------- | ---------------------------------------------------------------------------------------- |
| Parti                                                                                    | Parti                                                                                    | Candidat                                                                                 | Votes                                                                                    | %                                                                                        |
|                                                                                          | Républicain                                                                              | Chris West                                                                               | 14 622                                                                                   | 51,3                                                                                     |
|                                                                                          | Républicain                                                                              | Jeremy Hunt                                                                              | 13 875                                                                                   | 48,7                                                                                     |

| Primaire Démocrate de 2022 du 2e district congressionnel de Géorgie | Primaire Démocrate de 2022 du 2e district congressionnel de Géorgie | Primaire Démocrate de 2022 du 2e district congressionnel de Géorgie | Primaire Démocrate de 2022 du 2e district congressionnel de Géorgie | Primaire Démocrate de 2022 du 2e district congressionnel de Géorgie |
| ------------------------------------------------------------------- | ------------------------------------------------------------------- | ------------------------------------------------------------------- | ------------------------------------------------------------------- | ------------------------------------------------------------------- |
| Parti                                                               | Parti                                                               | Candidat                                                            | Votes                                                               | %                                                                   |
|                                                                     | Démocrate                                                           | Sanford Bishop (sortant)                                            | 57 396                                                              | 93,8                                                                |
|                                                                     | Démocrate                                                           | Joseph O'Hara                                                       | 3 814                                                               | 6,2                                                                 |

| Élection de 2022 du 2e district congressionnel de Géorgie | Élection de 2022 du 2e district congressionnel de Géorgie | Élection de 2022 du 2e district congressionnel de Géorgie | Élection de 2022 du 2e district congressionnel de Géorgie | Élection de 2022 du 2e district congressionnel de Géorgie |
| --------------------------------------------------------- | --------------------------------------------------------- | --------------------------------------------------------- | --------------------------------------------------------- | --------------------------------------------------------- |
| Parti                                                     | Parti                                                     | Candidat                                                  | Votes                                                     | %                                                         |
|                                                           | Républicain                                               | Sanford Bishop (sortant)                                  | 132 675                                                   | 55,0                                                      |
|                                                           | Démocrate                                                 | Chris West                                                | 108 665                                                   | 45,0                                                      |
| Total des votes                                           | Total des votes                                           | Total des votes                                           | 241 340                                                   | 100 %                                                     |
|                                                           | Les Républicains conservent                               |                                                           |                                                           |                                                           |

### 2024
| Primaire Républicaine de 2024 du 2e district congressionnel de Géorgie | Primaire Républicaine de 2024 du 2e district congressionnel de Géorgie | Primaire Républicaine de 2024 du 2e district congressionnel de Géorgie | Primaire Républicaine de 2024 du 2e district congressionnel de Géorgie | Primaire Républicaine de 2024 du 2e district congressionnel de Géorgie |
| ---------------------------------------------------------------------- | ---------------------------------------------------------------------- | ---------------------------------------------------------------------- | ---------------------------------------------------------------------- | ---------------------------------------------------------------------- |
| Parti                                                                  | Parti                                                                  | Candidat                                                               | Votes                                                                  | %                                                                      |
|                                                                        | Républicain                                                            | A. Wayne Johnson                                                       | 14 152                                                                 | 44,6                                                                   |
|                                                                        | Républicain                                                            | Chuck Hand                                                             | 10 136                                                                 | 32,0                                                                   |
|                                                                        | Républicain                                                            | Michael Nixon                                                          | 5924                                                                   | 18,7                                                                   |
|                                                                        | Républicain                                                            | Regina Liparoto                                                        | 1493                                                                   | 4,7                                                                    |

| Second Tour de la Primaire Républicaine de 2024 du 2e district congressionnel de Géorgie | Second Tour de la Primaire Républicaine de 2024 du 2e district congressionnel de Géorgie | Second Tour de la Primaire Républicaine de 2024 du 2e district congressionnel de Géorgie | Second Tour de la Primaire Républicaine de 2024 du 2e district congressionnel de Géorgie | Second Tour de la Primaire Républicaine de 2024 du 2e district congressionnel de Géorgie |
| ---------------------------------------------------------------------------------------- | ---------------------------------------------------------------------------------------- | ---------------------------------------------------------------------------------------- | ---------------------------------------------------------------------------------------- | ---------------------------------------------------------------------------------------- |
| Parti                                                                                    | Parti                                                                                    | Candidat                                                                                 | Votes                                                                                    | %                                                                                        |
|                                                                                          | Républicain                                                                              | A. Wayne Johnson                                                                         | 7804                                                                                     | 65,8                                                                                     |
|                                                                                          | Républicain                                                                              | Chuck Hand                                                                               | 4063                                                                                     | 34,2                                                                                     |

| Primaire Démocrate de 2024 du 2e district congressionnel de Géorgie | Primaire Démocrate de 2024 du 2e district congressionnel de Géorgie | Primaire Démocrate de 2024 du 2e district congressionnel de Géorgie | Primaire Démocrate de 2024 du 2e district congressionnel de Géorgie | Primaire Démocrate de 2024 du 2e district congressionnel de Géorgie |
| ------------------------------------------------------------------- | ------------------------------------------------------------------- | ------------------------------------------------------------------- | ------------------------------------------------------------------- | ------------------------------------------------------------------- |
| Parti                                                               | Parti                                                               | Candidat                                                            | Votes                                                               | %                                                                   |
|                                                                     | Démocrate                                                           | Sanford Bishop (sortant)                                            | 46 379                                                              | 100%                                                                |

| Élection de 2024 du 2e district congressionnel de Géorgie | Élection de 2024 du 2e district congressionnel de Géorgie | Élection de 2024 du 2e district congressionnel de Géorgie | Élection de 2024 du 2e district congressionnel de Géorgie | Élection de 2024 du 2e district congressionnel de Géorgie |
| --------------------------------------------------------- | --------------------------------------------------------- | --------------------------------------------------------- | --------------------------------------------------------- | --------------------------------------------------------- |
| Parti                                                     | Parti                                                     | Candidat                                                  | Votes                                                     | %                                                         |
|                                                           | Démocrate                                                 | Sanford Bishop (sortant)                                  | 176 028                                                   | 56,3                                                      |
|                                                           | Républicain                                               | A. Wayne Bishop                                           | 136 473                                                   | 43,7                                                      |
| Total des votes                                           | Total des votes                                           | Total des votes                                           | 312 501                                                   | 100 %                                                     |
|                                                           | Les Républicains conservent                               |                                                           |                                                           |                                                           |

## Voir également
- Georgia's congressional districts (en)
- District congressionnel des États-Unis